# Горња Височка
Горња Височка је насељено мјесто града Слуња, на Кордуну, Карловачка жупанија, Република Хрватска.

## Географија
Горња Височка се налази око 25 км сјеверно од Слуња.

## Историја
Горња Височка се од распада Југославије до августа 1995. године налазила у Републици Српској Крајини.

## Становништво
Према попису становништва из 2011. године, насеље Горња Височка је имало 16 становника.
| Националност       | 1991. | 1981. | 1971. | 1961. |
| Срби               | 28    | 60    | 86    | 118   |
| Југословени        |       |       | 2     |       |
| Хрвати             |       | 2     |       |       |
| остали и непознато |       |       |       |       |
| Укупно             | 28    | 62    | 88    | 118   |

| Демографија | Демографија | Демографија |
| Година      | Становника  | Становника  |
| ----------- | ----------- | ----------- |
| 1961.       | 118         |             |
| 1971.       | 88          |             |
| 1981.       | 62          |             |
| 1991.       | 28          |             |
| 2001.       | 10          |             |
| 2011.       |             | 16          |